# Roots (álbum)
Roots —en español: Raíces — es el sexto álbum de Sepultura y el último con el cantante y fundador de la banda, Max Cavalera, editado en marzo de 1996 en CD y casete. Fue reeditado en 2005 en un doble CD por el sello Roadrunner Records. El disco se caracteriza por incluir un sonido más orientado al nu metal y al groove metal. Además, el disco se convierte en uno de los más afamados de la banda por el hecho de incluir sonidos de la música popular brasileña en sus composiciones, como es el caso, por ejemplo, de Ratamahatta. En ésta y otras canciones colabora el percusionista brasileño Carlinhos Brown.
En la grabación y composición del disco ayudaron Jonathan Davis de Korn y Mike Patton de Faith No More, quienes compusieron la canción Lookaway junto con DJ Lethal de Limp Bizkit. En 2001, la revista Q nombró el álbum como uno de los 50 álbumes más pesados de la historia.

## Lista de canciones

### Edición original
1. "Roots Bloody Roots" – 3:32
2. "Attitude" – 4:15
3. "Cut-Throat" – 2:44
4. "Ratamahatta" – 4:30
5. "Breed Apart" – 4:01
6. "Straighthate" – 5:21
7. "Spit" – 2:45
8. "Lookaway" (con Jonathan Davis de Korn y Mike Patton de Faith No More) – 5:26
9. "Dusted" – 4:03
10. "Born Stubborn" – 4:07
11. "Jasco" – 1:57
12. "Itsári" – 4:48
13. "Ambush" – 4:39
14. "Endangered Species" – 5:19
15. "Dictatorshit" – 1:26
16. "Canyon Jam (Pista oculta)" – 13:16

### Reedición del 25 aniversario (CD 2)
1. "Procreation (of the Wicked)" (Cover de Celtic Frost) – 3:39
2. "Mine" (con Mike Patton de Faith No More) – 6:25
3. "War (cover de Bob Marley)" – 6:40
4. "Lookaway" (Master Vibe Mix) – 5:36
5. "Mine" (Andy Wallace Mix) – 7:58
6. "Dusted" (Demo) – 4:27
7. "Roots Bloody Roots" (Demo) – 3:32
8. "R.D.P." (Demo) – 1:15
9. "Untitled" (Demo) – 4:14
10. "Attitude" (Directo en el festival Ozzfest) – 5:37
11. "Roots Bloody Roots" (Megawatt Mix 1) – 4:01
12. "Roots Bloody Roots" (Megawatt Mix 2) – 4:08

## Formación
- Max Cavalera - Voz y guitarra
- Igor Cavalera - Batería
- Andreas Kisser - Guitarra
- Paulo Jr. - Bajo
- Mike Patton
- Jonathan Davis
- Carlinhos Brown
- DJ Lethal